# Tupoljev Tu-85
Tupoljev Tu-85 (NATO oznaka: Barge) je bil sovjetski prototipni strateški bombnik, ki so ga razvili na podlagi Tu-4. Tu-4 je sicer nelicenčna kopija ameriškega Boeing B-29 Superfortress. Tu-85 je bil v primerjavi z B-29 skoraj dvakrat težji in je imel skoraj dvakrat večji dolet. Zgradili so samo dva Tu-85, namesto njega so naročilo bolj hitrega turbopropelerskega Tupoljev Tu-95.

## Specifikacije (Tu-85/1)
Podatki iz Gordon, OKB Tupolev: A History of the Design Bureau and its Aircraft
Splošne karakteristike
- Posadka: 11–12
- Dolžina: 39,306 m (128,96 ft)
- Razpon kril: 55,96 m (183,6 ft)
- Višina: 11,358 m (37,26 ft)
- Površina kril: 273,6 m² (2945 ft²)
- Teža praznega letala: 54 711 kg (120 364 lb)
- Naložena teža: 76 000 kg (167 200 lb)
- Maks. vzletna teža: 107 292 kg (236 534 lb)
- Pogon letala: 4 ×  Turbokompaundni zvezdasti motorji Dobrinin VD-4K, 3200 kW (4300 KM)  vsak

 Zmogljivost 
- Maks. hitrost: 638 km/h (344 vozlov, 396 mph)
- Doseg: 12000 km (6500 nmi, 7457 milj)
- Višina leta: 11700 m (38376 ft)
- Hitrost vzpenjanja: 17 m/s (3280 ft/min)
- Obremenitev kril: 277 kg/m² (57 lb/ft²)
- Razmerje moč/teža: 170 W/kg (0,10 KM/lb)

Oborožitev

- Topovi: 10 × 23 mm Nudelman NR-23 avtomatskih topov
- Bombed: do 18000 kg